# 年

「年」的筆劃順序

年，或稱地球年、太陽年，是與地球在軌道上繞太陽公轉有關事件再現之間的時間單位。將之擴展，可以適用於任何一顆行星：例如，一「火星年」是火星自己完整的運行繞太陽軌道一圈的時間。
一般而言，一年之長度取為太陽在天球上沿黄道從某一定標點再回到同一定標點所經歷的時間間隔。由於所選取之定標點不同，年之定義有：
- 回歸年（太陽年）=365.242199174日
- 恒星年=365.25636日[1]
- 交点年=346.62003日
- 近点年=365.25964日

由1984年起，天文学上采用儒略年（不可和历法上的儒略曆相混淆）作为统一的年的时间单位，规定为精确的365.25日，与回归年相比每128年误差1日。
现代西曆裡，平年一年为365天，闰年一年为366天。1582年是一个平年，但是一年为355天。

## 曆年
曆年是在曆法上出現相同日期的時間間隔。
太陽曆通常是預測季節的指標，但是因為個別的季節長度變化頗大，都會使用天文學上的年來取代。例如，古埃及使用天狼星偕日升來預測尼羅河的氾濫。
格里曆為了讓春分點維持或接近3月21日，因此依附在分點年之下，一年的平均長度是365.2425日。
太陽曆在現代廣泛的被使用著，波斯曆是其中最精確的一種。不僅是依據數字的規則，波斯曆還以精確的天文計算確定春分點所落在的那一天（依據德黑蘭的時區），作為每一年的開始。
天文學上的年或陰曆的月都不是日期的整數倍，所以任何依附在天文年的曆都會有補間法，像是閏年的設置。
在儒略曆，平均的年長為365.25日，仍然是在使用近似天文年的時間單位。

### 計算曆年
紀年是用來標示特定年份的方式，有許多的方式，其中一種方式是用過去某一個時間作為曆年的開始。其中最常用的是公元，以傳統上認定耶穌的出生為公元的開始，在耶穌出生後的年代稱為「主後」或「公元」，縮寫為A.D.或C.E.，在耶穌出生前的年代稱為「主前」或「公元前」，縮寫為B.C.或B.C.E.，公元後或公元前的年份都從一開始，公元後一年之前的一年稱為公元前一年，因此不存在公元0年。
當計算同時涉及公元前後的年份時，常會使用天文年編號法，公元前一年編號為0，公元前二年編號為-1，以此類推。
也有其他計算紀年的方式，如帝王紀年、干支紀年等，在不同的文化、宗教或科學領域中，也可能會使用不同的紀年方式。

## 季節年
季節年是季節性的事件重複再現的時間間隔，例如：河水的氾濫、特定一種鳥類的遷徙、某種植物的開花、第一次的結霜，或是某種運動時間表的起點。所有這些事件在每一年的變化可能會超過一個月的時間。

## 學年
學年是參考每一年學生上學或學院開學的期間。
學年有各種不同的分割法，在世界各國最常見的分割法有兩種。
1. 有些地區的學校將學年分為日數大約相同的三部份，或多或少的與秋季、冬季和春季相符合。一些短期的暑期班通常不屬於正規的學年之內，學生的出席是依據一種自願或是選擇。
2. 其他地區的學校將學年分為兩部份，上學期（8月至12月或翌年1月）和下學期（2月至7月）。

中華民國採用一學年兩學期的制度，在兩個學期之間以寒假（包含春節）分割，並以暑假作為學年的銜接。寒暑假期間也會開一些短期班，雖然不屬於正規的學年之內，也採用自願或是選擇參加，但在升學競爭下學生幾乎都會參加，有些學校甚至會非法強迫學生參加。在過去曾於3月29日至4月5日之間有長約一週的春假，但因周休二日的實施已經取消。
中國大陸也採用相似的學年，不過在上學期的十月一日有一週的假期。（原本下學期的五月一日還有一週的假期，自2008年起取消）
在南半球方面，學年和曆年大致上是一致的，所以學年就直接參照曆年。

## 天文學的年

### 儒略年
儒略年常用於年文和其他科學上，單位長度被明確的定為365.25日，一日为86400秒。在不同的科學上常以符號"a"（源自於拉丁文的annus, annata）連貫上下文以表示此長度為單位的年。用於天文計算上的儒略世紀為36525日，儒略千年為365250日。基本上，儒略曆被用於精確的指出日期的間隔（不是真實的年），因為在很長的時間間隔上，日期的陳述是很不方便和不能憑直覺判斷的。用於距離上的光年，也以儒略年作為計算的單位。

### 恆星年
恆星年是參考一個固定不變的架構（好比一顆恆星），地球在軌道上完整的公轉一圈的時間。這段期間是公制中的365.2563051日（使用J2000.0曆元，=2000年1月1日12:00:00地球時（TT），365天6小時9分9秒），而日的平均長度是公制中的86,400秒。

### 回歸年
回歸年是以黃道（地球軌道所在的平面）和赤道（垂直地球自轉軸的平面）的交點作為參考的架構，地球完成環繞一周的時間。由於分點歲差的緣故，這個架構相對於恆星會在黃道上緩慢的西行（周期約26,000回歸年），結果是地球會在完成相對於恆星是固定的完整恆星年軌道之前先完成回歸年的軌道，因此回歸年比恆星年短。回歸年確實的長度與所選擇的起點有關：例如分點年是從春分點回到春分點。
使用J2000.0曆元，平回歸年（對黃道上所有的點）的長度是：
365.242199174天（365日5小時48分46秒）。

### 遊走年
遊走年（英文稱為vague year，來自於拉丁文的annus vagus，又作wandering year）是在曆法中取最接近回歸年的整數，以365天作為一年，而沒有固定的置閏措施，這會造成與回歸年之間的誤差，使季節逐漸偏離。使用遊走年的曆法又稱為365天曆法，以古埃及曆法為例，一個基本的遊走年會分成天數皆為30日的12個月份，再補上另外的五天（epagomenal days）。使用遊走年的曆法包括古埃及曆、伊朗的瑣羅亞斯德教曆、亞美尼亞曆、以及中部美洲文明所使用的曆法，如馬雅的哈布曆與阿茲特克的太陽曆。

### 近點年
近點年是地球連續兩次經過近日點的時間間隔。由於地球的軌道是橢圓形，所以有近日點和遠日點兩個特殊的拱點。在2000年，地球於1月2日通過近日點，在7月2日通過遠日點。由於其他行星的重力擾動，地球軌道的形狀和方向不是固定的，拱點相對於恆星會緩慢的移動，導致近點年比恆星年長了一點，橢圓形改變的週期約為112,000年。近點年也比回歸年長（曆法上曾企圖追蹤），橢圓相對於春分點的公轉週期約21,000年，經歷這一段時間近日點與春分點會回到相同的相對位置（在曆法上的季節又能完全相同的對應）。
使用J2000.0曆元，近點年的平均長度是：
365.259 635 864天（365日6小時13分52秒）。

### 龍之年
龍之年或食年是從地球上觀察，太陽再回到黃道與白道上相同交點的週期。這個週期與日月食的發生連結在一起：只有太陽與月球都在交點附近時才能發生日食或月食，所以每相隔半個食年就會在一個月的期間內會發生食，因此一個食年有兩個食季。使用J2000.0曆元，食年的平均長度是：
346.620075883天（346日14小時52分54秒）。
將這個週期擴充成月球的升交點繞行黃道一周的時間，就是月球的交點逆行週期：
18.612815932年（6798.331019天，使用J2000.0曆元）。

### 滿月週期年（Fumocy）
滿月週期年（full moon cycle）或略稱為福摩西（fumocy）是由地球上觀察滿月再次出現在近地點的週期，可以看見一年中最大的滿月。此一週期相當於14個朔望月：
411.784 430 29天（411日18小時49分34秒，使用J2000.0曆元）。

### 偕日升年
偕日升年是同一顆恆星再度偕日升的週期，除掉恆星的自行與分點歲差的影響之後等同於恆星年。（具體的實例：在古希臘時代可以在地中海看見的南十字星座，現在卻常年在地平線下。）

#### 天狼星年
天狼星年是以天狼星做標準的偕日升年，它的平均長度相當於儒略年的365.25天。

### 高斯年
高斯年是相對於太陽質量微不足道的行星在不受其他行星攝動影響只有高斯引力常數的恆星年。以地球為例，在這種情況下會比平均距離稍為接近太陽一點，一年的長度是：
365.256 898 3天（365日6小時9分56秒）。

### 貝塞耳年
貝塞耳年是一種回歸年，以假想的太陽從黃經280°再回到黃經280°所經歷的時間為準，這在曆法上是每年的1月1日前後，是19世紀的德國天文學家贝塞尔所制定的。從儒略日推算白塞爾年的近似公式如下：
{\displaystyle {\text{B}}=2000+{\frac {{\text{JD}}-2451544.53}{365.242189}}}

### 大年（歲差年）
大年也稱為柏拉圖年或歲差年，是春分點完整的繞行黃道一周所經歷的時間，長度大約是25,800年，因為歲差的數值會改變，所以無法計算出準確的時間長度。

### 銀河年
銀河年（GY），也稱為宇宙年，是太陽系在軌道上繞著銀河系中心公轉一周的時間，估計在2.25億至2.5億“地球年”之間。

## 年與日的長度變化
一天文年的確切長度會隨著時間而改變，變動的主要來源有：
1. 春分點的進動（歲差）改變了天文事件對應於地球軌道拱點的關係。一些事件的移動朝向使近日點年復一年週期性的持續減少；另一些事件的移動朝向使遠日點持續的週期性增加。
2. 月球和行星的重力影響改變了地球環繞太陽運動的固定軌道。

地球月球和太陽之間的潮汐拖曳增長了日和月，因此我們日常用平均視太陽日來測量年長，年的長度便隨著產生變化。潮汐力反過來又受到冰河期後的反彈和海平面上升的因素影響。
太陽的有效質量也因為太陽風的吹送和核心產生的能量輻射而改變，在很長的時間下也會影響到地球的軌道。

## 各種年長的摘要
- 353、354或355天——在一些陰陽合曆的曆法中平年的長度。
- 354.37天——在陰曆中，12個月，一年的平均長度。
- 365天——陽曆平年的長度。
- 365.24219天——在2000年前後，一回歸年的平均長度。
- 365.2424天——分點年的長度。
- 365.2425天——格里曆一年的平均長度。
- 365.25天——儒略曆一年的平均長度。
- 365.2564天——一恆星年的長度。
- 366天——陽曆閏年的長度。
- 383、384或385天——在陰陽合曆的曆法中閏年的長度。
- 383.9天——13個陰曆月，是一些陰阳曆閏年的平均長度。在格里曆一年的平均長度是365.2425天=52.1775星期，8,765.82時=525,949.2分=31,556,952秒（平太陽，不是公制）。

平年是365天=8,760時=525,600分=31,536,000秒。
閏年是366天=8,784時=527,040分=31,622,400秒。
容易記住的概略秒數是一年有{\displaystyle {\begin{matrix}\pi \end{matrix}}}×107秒。
格里曆在400年的週期中有146,097天，恰好是20,871星期。
可以參考格里曆的數值。

## 符號
年是一個時間單位，但還沒有一個廣為大家接受的統一符號來表示年。國際單位制中沒有年的建議符號，NIST SP811和ISO 80000-3:2006建議依拉丁文的annus，用符號a來表示一年。在英文中亦常會使用「y」或是「yr」的簡稱，尤其是在地质学或是古生物学的領域中，而衍生的「ka」、「Ma」、「Ba」或「kyr」、「myr」和「byr」分別對應千年、百萬年及十億年，也常用來標示過去到現在經過的時間。